# Anna van Hees
Anna van Hees (Oisterwijk, 6 de abril de 1768 - Bolduque, 14 de febrero de 1825), fue una mística católica holandesa y una de las fundadoras de una de las primeras congregaciones en los Países Bajos.

## Biografía
Anna van Hees nació en Oisterwijk, en la provincia de Brabante Septentrional (Países Bajos), el 6 de abril de 1768. Sus padres fueron Christiaan van Hees y Anna Maria Couwenberg. Desde los doce años trabajó como empleada doméstica en Gilze en Rijen y en Oisterwijk. Ingresó a la Tercera Orden Franciscana y tuvo por confesor a Jacobus Antonius Heeren. Gracias a su ayuda, Hees maduró la idea de fundar una congregación religiosa dedicada a las obras de la caridad, especialmente al servicio de las niños abandonados y de los huérfanos. El 7 de julio de 1820 dio inicio a las Hermanas de la Caridad, Hijas de María y José en Bolduque. Fue nombrada la primera superiora general del instituto.
Anna van Hees es conocida en la iglesia holandesa, además de la fundación de la congregación, por su fama de mística. Según su confesor, ella era objeto de diversas manifestaciones especiales de Jesús y padeció los estigmas de la corona de espinas y de los azotes, realizaba ayunos intensos, especialmente y los viernes, y muchas veces se veía a sí misma en le regazo de la Virgen María. Anna murió en la casa madre de Bolduque el 14 de febrero de 1825, a la edad de 56 años.